# Lucca Comics & Games 1996
Lucca Comics & Games 1996, spesso semplicemente Lucca 1996 o LUCCA96, è il nome con cui si fa riferimento alle due edizioni di Lucca Comics & Games che si sono tenute nel 1996. L'edizione primaverile (la sesta edizione in totale) si è svolta dal 22 al 24 marzo, mentre l'edizione autunnale (la settima edizione in totale) si è tenuta dal 1º novembre al 4 novembre. Entrambe le edizioni si sono tenute presso il Puntofiera in via delle Tagliate. Per la prima volta in questa edizione, ai consueti settori di Lucca Comics e Lucca Games, viene affiancato Lucca Junior, area della fiera destinata ai bambini.

## Edizione primaverile

### Ospiti
- Alessandro Bottero
- Alberto Becattini
- Matteo Belli
- Alberto Breccia
- Enrique Breccia
- Gianni Brunoro
- Luca Carta
- Renzo Cresti
- Alessandro Ferri
- Alberto Fremura
- Giorgio Gaslini
- Simona Generali
- Marco Lupoi
- Rosina Maccarone
- Andrea Materia
- Fabrizio Mazzotta
- Hector G. Oesterheld
- Renzo Pardini
- Luca Raffaeli
- Pino Repetto
- Bryan Talbot
- Davide Toffolo
- Andrea Voglino

### Mostre
- "Omaggio a Bonvi: un artista, un amico"
Mostra dedicata al fumettista Bonvi ed alla trasmissione televisiva Supergulp! Fumetti in TV, allestita presso Villa Bottini.
- "Asterix il gallico
Mostra dedicata al personaggio creato da René Goscinny ed Albert Uderzo, allestita presso la Chiesa di San Cristoforo.
- "Il villaggio di Asterix"
Ricostruzione del villaggio del fumetto, con le sagome di tutti i suoi abitanti, presso il padiglione Junior.
- "La storia del topo cattivo: sulle tracce di Beatrix Potter"
Esposizione delle tavole di Tale of one Bad Rat, disegnate da Bryan Talbot ed ispirate alle illustrazioni di Beatrix Potter, allestita presso Villa Bottini.
- "Europa: i primi supereroi italiani"
Mostra dedicata al fumetto Marvel Europa, allestita presso Villa Bottini.
- "Mondo Naif: il nuovo fumetto popolare italiano"
Mostra dedicata al fumetto italiano Mondo Naif, allestita presso Villa Bottini.
- "Tank Girl"
Esposizione delle tavole originali del fumetto Tank Girl, presso Palazzo Sani.
- "X-Files"
Esposizione delle tavole originali del fumetto tratto dalla serie televisiva X-Files, presso Palazzo Sani.
- "Il gioco di carte di Nathan Never"
Esposizione delle tavole originali del gioco di carte Nathan Never, presso il padiglione Games.
- "I giochi su rivista e le riviste di giochi"
Rassegna di vari giochi ruolo o da tavola pubblicati come inserti di riviste non specializzate, presso il padiglione Games.

### Best of Show
- Miglior Gioco Tradotto: Teenage Manga Mutanti di Michael A. Pondsmith, Stratelibri
- Miglior Gioco Originale: Warbaloon di Massimo Torriani, Hobby & Work

### Altri eventi
- "Giorgio Gaslini in concerto"
Concerto dell'autore di colonne sonore Giorgio Gaslini, presso la Chiesa di San Francesco.
- "Mostri"
Adattamento teatrale di Mostri di Tiziano Sclavi, ad opera di Andrea Berti, presso il Teatro dei Rassicurati.

## Edizione autunnale

### Ospiti
- Simone Airoldi
- Pietro Alligo
- Gianni Bono
- Max Brighel
- Gianni Brunoro
- Ade Capone
- Leonardo Gori
- Kappa boys
- Ernesto G. Laura
- Paolo Livorati
- Marco Lupoi
- federico Motta
- Grazia Nidaiso
- Massimo Tunzio
- Bepi Vigna

### Mostre
- "Maestri di oggi"
Mostra dedicata ai due fumettisti Magnus e Gino D'Antonio, allestita presso Villa Bottini.
- "Maestri di ieri"
Mostra dedicata ai primi autori di comics, allestita presso Villa Bottini.
- "Una finestra sul mondo latino-americano"
Mostra collettiva dedicata agli autori di fumetti sud-americani Alberto Breccia, Carlos Jiménez, Carlos Trillo, Daniel Rabanal, Barreiro & Sanabria ed alla rivista colombiana Acme. Allestita presso la Chiesa di San Cristoforo.
- "Maestri dell'illustrazione"
Mostra dedicata a Antonio Rubino e Jacques Carelman, tenuta presso la Pia Casa.
- "Il fumetto nei francobolli"
Mostra filatelica per i 100 anni del fumetto, organizzata presso Villa Bottini.
- "Nuove proposte del fumetto italiano"
Mostra dedicata a autori italiani emergenti, allestita presso Villa Bottini.
- "Occhio a Pinocchio!"
Mostra dedicata al romanzo di Collodi, con le illustrazioni di Nikolaus Heidelbach ed i pupazzi della Fondazione Collodi. Organizzata a Palazzo Pretorio.
- "Treni di carta"
Mostra organizzata presso la stazione ferroviaria.
- "I giocattoli degli anni ottanta: la collezione Pacini"
Mostra di giocattoli degli anni ottanta
- "Battaglie in miniatura"
Vetrine con ricostruzioni di varie battaglie del passato.

### Best of Show
- Miglior Gioco Tradotto: Warhammer Fantasy di Bryan Ansell, Richard Hallywell e Rick Priestley, Games Workshop
- Miglior Gioco Originale: Serenissima di Dominique Ehrhard e Duccio Vitale, Eurogames